# Équipe de Guinée olympique de football
Maillots
L'équipe de Guinée olympique de football est une sélection de joueurs de moins de 23 ans sous l'égide de la Fédération guinéenne de football (FGF ou Feguifoot). Elle consiste en une sélection des meilleurs joueurs guinéens âgés de 23 ans ou moins.

## Histoire
L’équipe de Guinée olympique participe aux JO 1968 où elle termine son parcours en phase de groupes. En 2023 la Guinée U23 s'est qualifiée pour la phase finale de la Coupe d'Afrique des nations de football des moins de 23 ans pour la toute première fois, lors de laquelle elle termine 4e, et elle obtient sa place aux JO de Paris 2024 après avoir battu l’Indonésie lors d'un match de barrage,,.

## Palmarès
- Jeux africains
  - Finaliste en 2007
  - 4e en 1995

### Parcours aux Jeux olympiques
La Guinée a participé aux Jeux olympiques 2 fois en 1968 et en 2024, et voit son parcours s'arrêter en phase de poules à chaque fois.
| Jeux olympiques | Jeux olympiques | Jeux olympiques | Jeux olympiques | Jeux olympiques | Jeux olympiques | Jeux olympiques | Jeux olympiques |
| Année           | Tour            | J               | G               | N               | P               | Bp              | Bc              |
| --------------- | --------------- | --------------- | --------------- | --------------- | --------------- | --------------- | --------------- |
| 1968            | 1er tour        | 3               | 1               | 0               | 2               | 4               | 9               |
| 2024            | 1er tour        | 3               | 0               | 0               | 3               | 1               | 6               |